# Memorial Day
Memorial Day er en helligdag i USA, hvor man mindes dem, som er faldet under tjeneste i landets væbnede styrker. Helligdagen afholdes hvert år den sidste mandag i maj. Mange mindes også bare dem man har mistet gennem tiden, som ikke nødvendigvis døde under krigen.
Dagen stammer fra Decoration Day, som opstod efter Den Amerikanske borgerkrig i 1868, da Grand Army of the Republic (en organisation af nordstatsveteraner, der blev grundlagt i Decatur, Illinois), etablerede den som en dag, hvor nationen kunne udsmykke krigsgravene med blomster. I Nord- og Sydstaterne havde man oprindeligt forskellige dage til at mindes de faldne, men i 1900-tallet smeltede disse dage sammen, og Memorial Day blev efterhånden udvidet til at omfatte alle amerikanere, der er døde i militærtjeneste.
Dagen markerer sædvanligvis begyndelsen på sommerferieperioden, mens Labor Day markerer dens afslutning.
Mange mennesker besøger kirkegårde og mindesmærker, navnlig for at ære dem, som er faldet i militærtjeneste. Mange frivillige placerer et amerikansk flag på hver grav på de nationale kirkegårde.

Memorial Day er en offentlig helligdag, og skoler, offentlige kontorer samt mange private virksomheder holder lukket.